# Польсько-український туристичний шлях «Гео-Карпати»

Польсько-український туристичний шлях «Гео-Карпати» — точковий геотуристичний шлях від міста Кросно в Польщі через Борислав до Яремче в Україні. Шлях охоплює 28 геосайтів, які представляють цікаві як для пересічного туриста, так і для спеціаліста-геолога відслонення гірських порід, елементи гірничої інфраструктури і геоморфологічні об'єкти в Польщі і в Україні. На шляху створено два навчально-інформаційних центри — в Кросно (Польща) і в Верхньому Синьовидному (Україна).